# Kristian Lausten Madsen
Kristian Lausten Madsen er en dansk politiker, som var landsformand for Venstres Ungdom. Han afløste Jakob Sabroe i 2019 og blev afløst af Maria Ladegaard i 2021.

## Baggrund
Han er opvokset i Assentoft ved Randers og blev i 2014 student fra Paderup Gymnasium, hvor han var elevrådsformand.
Madsen læste efterfølgende erhvervsøkonomi og erhvervsret, HA(jur.), på Aarhus Universitet, som han færdiggjorde i 2021.
Han har været rådgiver i bureauet GRACE Public Affairs.

## Politisk karriere
Kristians politiske karriere startede i 2010, da han var i erhvervspraktik hos Venstres folketingsmedlem, Michael Aastrup Jensen. Han blev i 2013 valgt som lokalformand for Venstres Ungdom i Randers på hundredeårsdagen for lokalforeningens stiftelse. I 2015 var han med til at stifte regionssamarbejdet "VU Midtjylland" og genetablere Internationalt Udvalg som nyt medlem af Venstres Ungdoms forretningsudvalg. I 2017 blev han valgt som landsnæstformand.
I 2019 blev han valgt som landsformand for Venstres Ungdom ved foreningens landsstævne i Aarup. Perioden som landsformand var særligt præget af coronaviruspandemien, hvor han markerede sig særligt kritisk over for regeringens nedlukningspolitik. Også Venstre fik kritik for blandt andet at stemme for epidemiloven. 

### Tillidshverv
- Medlem af hovedbestyrelsen i Venstre (2017- nu)[8]
- Medlem af forretningsudvalget i Venstre (2019-2021)
- Medlem af styrelsen og forretningsudvalget i Dansk Ungdoms Fællesråd(2021-2023)[9]